# Dinh Tien-Cuong
Dinh Tien-Cuong (em vietnamita:  Đinh Tiến Cường; Hai Duong, Vietnã, maio de 1973) é um matemático vietnamita-francês, professor da Universidade Nacional de Singapura (NUS). Foi professor da Universidade Pierre e Marie Curie (2005-2014), e professor em tempo parcial da École Polytechnique de Paris (2005-2014) e da École normale supérieure de Paris (2012-2014).

## Biografia
Dinh Tien-Cuong estudou ciência da computação de 1990 a 1993 na Universidade Nacional de Odessa e matemática de 1993 a 1997 na Universidade Pierre e Marie Curie. Obteve um PhD em 1997, orientado por Gennadi Henkin, com a tese Enveloppe polynomiale d'un compact de longueur finie et probleme du bord.

## Prêmios e honrarias
Em 1989 ganhou a medalha de ouro com escore 42/42 na Olimpíada Internacional de Matemática. Foi palestrante convidado do Congresso Internacional de Matemáticos no Rio de Janeiro (2018: Pluripotential Theory and Complex Dynamics in Higher Dimension).

## Publicações selecionadas
- T.-C. Dinh and N. Sibony,  Density of positive closed currents, a theory of non-generic intersections, J. Algebraic Geom. 27 (2018), no. 3, 497-551.
- T.-C. Dinh and N. Sibony, Unique ergodicity for foliations in P^2 with an invariant curve, Invent. math. 211 (2018), no. 1, 1-38.
- M. Abate, E. Bedford, M. Brunella, T.-C. Dinh, D. Schleicher and N. Sibony, Holomorphic dynamical systems, Lectures at CIME (Cetraro 2008, in Dinh, Sibony, Dynamics in several complex variables: Endomorphisms of projective spaces and polynomial like mappings), Springer Verlag, Lecture notes in Mathematics, vol. 1998, 2010.
- T.-C. Dinh and N. Sibony, Super-potentials of positive closed currents, intersection theory and dynamics, Acta Math. 203 (2009), no. 1, 1-82.
- T.-C. Dinh and N. Sibony, Distribution des valeurs de transformations méromorphes et applications. (French) [Distribution of the values of meromorphic transformations and applications] Comment. Math. Helv. 81 (2006), no. 1, 221–258
- T.-C. Dinh, Decay of correlations for Hénon maps, Acta Math. 195 (2005), 253-264.
- T.-C. Dinh and N. Sibony, Une borne supérieure pour l'entropie topologique d'une application rationnelle. (French) [Upper bound for the topological entropy of a rational map] Ann. of Math. (2) 161 (2005), no. 3, 1637–1644.
- T.-C. Dinh and N. Sibony, Dynamique des applications d'allure polynomiale (French) [Dynamics of polynomial-like mappings], J. Math. Pures Appl. (9) 82 (2003), no. 4, 367-423.